# Campionato italiano di hockey su ghiaccio 1966-1967
Il Campionato italiano di hockey su ghiaccio 1966-67 è stata la 33ª edizione della manifestazione.

## Serie A
I Campioni d'Italia del Cortina ed il Bolzano si presentano ai nastri di partenza del nuovo torneo ingaggiando due coach cecoslovacchi, Robert Rebetin (ex giocatore del L.T.C. Praga) per gli ampezzani, e Lolek Cetkowski per i bolzanini, che acquistano anche il canadese Len Perking; torna a solcare il ghiaccio del Palazzo di Via Roma, dopo un anno di assenza, Alfredo Coletti. I Diavoli Milano rispondono confermando per il sesto anno consecutivo Bryan Whittal, prendendo in prestito l'attaccante alleghese Renato De Toni ed acquistando Franco Gallo, di scuola canadese.

### Formazioni
Dopo 5 anni si ritorna ad un campionato ridimensionato, che vede la partecipazione di sole 4 squadre per la rinuncia dell'Alleghe (per la mancanza di una pista artificiale) ed ancora del Torino, intenzionato in un primo momento ad iscriversi nella massima serie, ma successivamente è costretto a rinunciare.

Sono iscritte quindi: HC Bolzano, SG Cortina, Diavoli Milano e HC Gardena.

### Formula
Cambia anche la formula, che prevede un girone con doppia andata e ritorno.

### Campionato
Dopo gli incidenti avvenuti durante Bolzano-Cortina (1-4) del 14 gennaio 1967, la Federazione decide di omologare il risultato e di squalificare il campo del Bolzano fino al 10 febbraio, infliggendo alla società altoatesina una multa di 30.000 lire. Tra i giocatori, Romeo Tigliani è sospeso fino al 15 febbraio, mentre sono ammoniti Franco De Vito (Bolzano) e Bruno Ghedina (Cortina). Gli arbitri Alfio Tuzzi e Cesare Tadini vengono sospesi.
L'incontro Cortina-Diavoli Milano in calendario il 18 febbraio 1967 a Cortina D'Ampezzo non è disputato per l'impraticabilità della pista di gioco. In seguito, le due società non trovano l'accordo per la disputa del recupero.
Il Campionato è vinto dal Cortina che, dopo sette vittorie consecutive, nel finale di stagione incassa due sconfitte, ad opera del Bolzano (3-1 in casa e 9-8 in trasferta). In classifica gli ampezzani sono seguiti dal Gardena e dal Bolzano (pari merito): per i gardenesi il torneo inizia male con una vittoria e quattro sconfitte nelle prime cinque gare, che vengono riscattate nella seconda parte, mentre per il Bolzano la stagione è altalenante. Chiudono la classifica i Diavoli Milano che disputano la peggior stagione della loro storia; il ruolino di marcia dei milanesi, in casa, registra due pareggi e quattro sconfitte (di cui Diavoli Milano-Gardena 3-12 del 23 febbraio 1967, arbitrata da Gasser e Stenico, è la partita con il maggior numero di reti), mentre i restanti quattro punti sono ottenuti con le vittorie esterne conseguite ad inizio Campionato in casa del Bolzano e del Gardena. A parziale discolpa dei meneghini c'è la prolungata assenza di Bryan Whittal, giocatore di maggior spessore, che per motivi fisici non riesce a dare un contributo decisivo.

#### Classifica
La Sportivi Ghiaccio Cortina vince il suo nono titolo, quarto consecutivo.

Formazione Campione d'Italia: Franco Alverà - Isidoro Alverà - Enrico Benedetti - Paolo Bernardi - Alberto Da Rin - Gianfranco Da Rin - Bruno Frison - Bruno Ghedina - Mario Lacedelli - Giuseppe Lorenzi - Giovanni Mastel - Remigio Morocutti - Ruggero Savaris - Jack Siemon - Giulio Verocai.

### Classifica marcatori
La classifica marcatori è vinta da Jean Marc Asselin (Gardena) con 19 reti, seguito da Alfredo Coletti (Bolzano, 16 reti), Alberto Da Rin (Cortina, 14 reti), Renato De Toni (Diavoli Milano, 11 reti) e Gianfranco Da Rin (Cortina, 8 reti).